# Els caníbals
Els caníbals (títol original I cannibali) és una pel·lícula dramàtica italiana del 1970 dirigida per Liliana Cavani i protagonitzada per Britt Ekland, Pierre Clémenti, i Tomas Milian. És un relat modernitzat de la tragèdia grega Antígona, ambientada al Milà contemporani i basant-se en temes sociopolítics i imatges de l'època, incloses les protestes de 1968, la moviment contracultural i els anys de plom. La pel·lícula va competir a la secció Quinzena dels Realitzadors del 23è Festival Internacional de Cinema de Canes. Ha estat doblada al català.

## Sinopsi
Els carrers d'una gran ciutat estan plens de cadàvers. És el resultat de la repressió d'una protesta per la policia. Un decret llei prohibeix la retirada dels cossos, sota pena de mort, per ordre suprema del règim totalitari. La gent passa amb indiferència per l'escena macabra. Només Antígona vol enterrar el seu germà, però en aquest desig no troba ajuda ni de la família ni del seu promès, fill del primer ministre. Troba ajuda d'un misteriós desconegut que parla un idioma desconegut. Per casualitat Antígona coneix Tirèsias, un jove d'origen misteriós i el llenguatge del qual és incomprensible per als espectadors. Els dos joves es dediquen a enterrar els morts i són detinguts i torturats per això; al principi aconsegueixen escapar però després són assassinats per la policia. Tanmateix, esdevenen un símbol per a molts joves que, a partir d'aquell moment, comencen a recollir els cadàvers dels rebels per enterrar-los.

## Repartiment
- Britt Ekland - Antígona
- Pierre Clémenti - Tirèsias
- Tomas Milian - Hemó
- Delia Boccardo - Ismene
- Marino Masé - Promès d'Ismene
- Francesco Leonetti - Primer ministre
- Alessandro Cane -Ministre de seguretat
- Cora Mazzoni - Mare d'Antígona
- Francesco Arminio - Pare d'Antígona
- Giampiero Frondini - Locutor de televisió

## Producció
Liliana Cavani va dir que poc abans de començar la realització de la pel·lícula, Pierre Clémenti encara estava hospitalitzat en una clínica coneguda prop de Roma, per desintoxicar-se de les conseqüències del seu abús de drogues; la directora i la seva ajudant Paola Tallarigo van anar a buscar-lo el dissabte abans de començar el rodatge. La cineasta recorda com l'actor els va acollir, saludant-los amb els braços oberts, i mostrant així les mans totalment embenades, conseqüència de les ferides patides en trencar el vidre d'una finestra dos dies abans, com a acte d'ira cap al personal sanitari que havia denegat el permís per sortir.
En el repartiment tècnic, el futur director Gianni Amelio apareix com a ajudant.
Segons algunes fonts, Pietro Valpreda va participar en la realització de la pel·lícula com a figurant, en el paper d'un policia, que uns sis mesos després s'involucraria en la investigació de l'atemptat de la Piazza Fontana.

## Reedició
Kino Lorber va publicar una versió restaurada de la pel·lícula en DVD i Blu-ray el 2014.

## Banda sonora
Spikerot Records ha publicat una edició limitada completa de la banda sonora en vinil el 2019.